# Kerncentrale Bilibino
Kerncentrale Bilibino (Russisch: Билибинская АЭС; Bilibinskaja AES) is de noordelijkste kerncentrale ter wereld en de oostelijkste van Rusland. 

## Ligging
De kerncentrale ligt in het noordoostelijke district Tsjoekotka in het noorden van het Russische Verre Oosten bij het gelijknamige stadje Bilibino in het noordwesten van Tsjoekotka. Het is de kleinste kerncentrale naar capaciteit van Rusland, de eerste die boven de noordpoolcirkel werd gebouwd en de enige die gebouwd is op de permafrost.

## Bouw en gebruik
Het besluit tot de bouw werd gegeven op 12 januari 1966 voor de energievoorziening voor de tin- en goudmijnbouw. De kerncentrale werd geopend in 1976 (eerste reactor in 1974) en bestaat uit vier gelijke met licht water gekoelde grafiet-gemodereerde reactoren (type GBWR-12 (Grafiet-gemodereerde kokendwaterreactor); Bilibino-1 tot Bilibino-4), die gezamenlijk 48 MW produceren. De laatste startte in 1977 met productie.
De centrale produceert zowel thermische als elektrische energie, die wordt gebruikt voor de stadsverwarming van het stadje Bilibino en voor de geïsoleerde industriële en woonnederzettingen van het district Bilibinski. In dit stadje bevindt zich ook een afdeling van staatskernenergie-instantie Rosenergoatom. De kerncentrale is aangesloten op het geïsoleerde stroomnetwerk Tsjaoen-Bilibino. Het bedrijf Tsjoekotenergo verzorgt de distributie en verkoop van de energie en het onderhoud aan de centrale.
De kerncentrale heeft geen betonnen beschermingshuls en voldoet daarmee niet aan de veiligheidsstandaarden voor Russische kerncentrales. Wel zijn in samenwerking met de Verenigde Staten veiligheidsroutines ingebouwd in de jaren 90. De kerncentrale heeft tot nog toe echter geen enkel incident boven schaal 1 van INES gemeld. In 1998 ging er bij het vervangen van de brandstofstaven iets mis, hetgeen leidde tot een incident van schaal 2.
De kerncentrale zou oorspronkelijk in 2007 stoppen met de beëindiging van haar technische levensduur en worden vervangen door 's werelds eerste commerciële drijvende kerncentrale, de Akademik Lomonosov, voor de kust van Pevek. Het schip is veel later dan verwacht gearriveerd en is in december 2019 op het net aangesloten. In maart 2019 is de eerste en oudste reactor stilgelegd. Met behulp van een investeringsprogramma is de levensduur verlengd tot december 2025 voor de laatste en vierde reactor.